# Joey Dosik
Joey Dosik est un auteur-compositeur-interprète américain et multi-instrumentiste basé à Los Angeles, en Californie. Son dernier album, Inside Voice, est sorti en 2018.

## Carrière
Joey Dosik a grandi à Los Angeles, en Californie. Il a commencé le piano à un âge précoce. Jeune adolescent, il commence le saxophone, étant attiré par le jazz et la musique soul. Influencé par le saxophoniste alto Arthur Blythe, il se produit sur la scène musicale de Los Angeles Leimert Park, ce qui  façonne sa perspective musicale et culturelle sur le jazz. Là, il a joué avec le bassiste vétéran Henry Grimes. Il a étudié le jazz et les études contemplatives à l'Université du Michigan.  À l'université, il était membre du groupe Ella Riot, basé à Ann Arbor. 
En 2009, Joey Dosik retourne à Los Angeles et se concentre sur le chant et l'écriture de chansons. Il cite Carole King, Sam Cooke et Marvin Gaye comme ses influences musicales.  
En 2012, il sort son premier EP solo intitulé Where Do They Come From?, et un deuxième EP en 2016 intitulé Game Winner.  Il commence à se produire en tant qu'artiste solo et à collaborer avec le groupe de funk Vulfpeck. 
Son travail solo a gagné l'estime d'artistes et producteurs renommés comme Leon Bridges et Quincy Jones.  En 2018, il se produit dans le Jimmy Kimmel Show et sort son premier album complet, Inside Voice. Une critique d'album a qualifié cette musique de pop-soul. L'album comprend des contributions de Moses Sumney et Miguel Atwood-Ferguson.   
Le 18 mai 2020, il sort le single 23 Teardrops. Dans le même temps, il contribue et se produit fréquemment avec le groupe Vulfpeck. 

## Vie privée
Joey Dosik est un fan des Lakers de Los Angeles et joue au basketball. Il a écrit Game Winner, la chanson titre de son EP 2016, alors qu'il se remettait d'une blessure au ligament croisé antérieur liée au basket-ball. Le thème de cet EP conjugue son amour pour la musique et le basket-ball.  

## Discographie
Crédits adaptés d' AllMusic et de Bandcamp .  
Albums studio
- Inside Voice (2018)
- The Nostalgiac (2023)

Extended plays
- Where Do They Come From? (2012)
- Game Winner (2016, reissue 2018)

Singles
- Lakers Town (feat. Michael McBolton) (2019)
- 23 Teardrops (2020)
- Emergency Landing (Live at United Recording) (2020)

Collaborations
- Dancethink (2009) avec Ella Riot
- Vollmilch (2012) avec Vulfpeck
- My First Car (2013) avec Vulfpeck
- Thrill of the Arts (2015) avec Vulfpeck
- The Beautiful Game (2016) avec Vulfpeck
- Mr Finish Line (2017) avec Vulfpeck
- Hill Climber (2018) avec Vulfpeck
- Live au Madison Square Garden (2019) avec Vulfpeck

- Live at Madison Square Garden (2019) with Vulfpeck

- Off Center (2019) with Scary Pockets
- vol. 7 (2020) with stories
- vol. 9 (2020) with stories
- The Joy of Music, The Job of Real Estate (2020) with Vulfpeck
- Hard Up (2021) with The Bamboos
- Wong's Cafe (2022) with Cory Wong and Vulfpeck
- Schvitz (2022) with Vulfpeck